# شافدار تسيفيتكوف
شافدار تسيفيتكوف (بالبلغارية: Чавдар Цветков)‏ هو لاعب كرة قدم بلغاري في مركز الهجوم، ولد في 8 مارس 1953 في Svoge ‏ في بلغاريا. شارك مع منتخب بلغاريا لكرة القدم. أما مع النوادي، فقد لعب مع أريس ليماسول وأوستريا فيينا وسلافيا صوفيا ونادي إيراكليس.

## وصلات خارجية
- شافدار تسيفيتكوف على موقع الاتحاد الأوربي (الإنجليزية)
- شافدار تسيفيتكوف على موقع قاعدة بيانات كرة القدم.إي يو (الإنجليزية)
- شافدار تسيفيتكوف على موقع ناشيونال فوتبول تيمز (الإنجليزية)